# Ramsey Denison
 (février 2023).
 (février 2023).
La mise en forme du texte ne suit pas les recommandations de Wikipédia : il faut le « wikifier ».
Les points d'amélioration suivants sont les cas les plus fréquents. Le détail des points à revoir est peut-être précisé sur la page de discussion.
- Les titres sont pré-formatés par le logiciel. Ils ne sont ni en capitales, ni en gras.
- Le texte ne doit pas être écrit en capitales (les noms de famille non plus), ni en gras, ni en italique, ni en « petit »…
- Le gras n'est utilisé que pour surligner le titre de l'article dans l'introduction, une seule fois.
- L'italique est rarement utilisé : mots en langue étrangère, titres d'œuvres, noms de bateaux, etc.
- Les citations ne sont pas en italique mais en corps de texte normal. Elles sont entourées par des guillemets français : « et ».
- Les listes à puces sont à éviter, des paragraphes rédigés étant largement préférés. Les tableaux sont à réserver à la présentation de données structurées (résultats, etc.).
- Les appels de note de bas de page (petits chiffres en exposant, introduits par l'outil «  Source ») sont à placer entre la fin de phrase et le point final[comme ça].
- Les liens internes (vers d'autres articles de Wikipédia) sont à choisir avec parcimonie. Créez des liens vers des articles approfondissant le sujet. Les termes génériques sans rapport avec le sujet sont à éviter, ainsi que les répétitions de liens vers un même terme.
- Les liens externes sont à placer uniquement dans une section « Liens externes », à la fin de l'article. Ces liens sont à choisir avec parcimonie suivant les règles définies. Si un lien sert de source à l'article, son insertion dans le texte est à faire par les notes de bas de page.
- La présentation des références doit suivre les conventions bibliographiques. Il est recommandé d'utiliser les modèles {{Ouvrage}}, {{Chapitre}}, {{Article}}, {{Lien web}} et/ou {{Bibliographie}}. Le mode d'édition visuel peut mettre en forme automatiquement les références.
- Insérer une infobox (cadre d'informations à droite) n'est pas obligatoire pour parachever la mise en page.

Pour une aide détaillée, merci de consulter Aide:Wikification.
Si vous pensez que ces points ont été résolus, vous pouvez retirer ce bandeau et améliorer la mise en forme d'un autre article.
Pour les articles homonymes, voir Denison.
Ramsey Denison est un réalisateur, producteur, monteur et documentariste américain, surtout connu pour son documentaire What Happened in Vegas.

## Jeunesse et éducation
Ramsey Denison est né à Bellingham, à Washington. Ses parents sont Tom Denison, enseignant dans la vente et Carolyn Denison, éducatrice. Il a grandi à Satellite Beach, en Floride, et a obtenu son diplôme de l'école secondaire Satellite en 1997. Il a ensuite obtenu un diplôme en journalisme de l'université de l'est de Washington.

## Carrière
À 18 ans, Ramsey Denison est allé travailler pour WBCC-TV à Cocoa, en Floride. En 2004, il déménage à Los Angeles, et l'année suivante il est embauché comme assistant monteur pour des documentaires télévisés et des émissions de téléréalité, dont Catfish: The TV Show, The Hills Have Eyes, High School Musical 2, Sky High et The Family Stone.
Il écrit, réalise et produit un court métrage, Somewhere in the City, qui est projeté dans plus de 30 festivals de cinéma et remporte des prix au Vail Film Festival, au San Fernando Valley International Film Festival et au Berkeley Film and Video Festival.
En 2013, il s'est rendu avec un ami, Rhett Nielson, un ancien vidéaste de l'équipe SWAT de Las Vegas, au Nevada pour des vacances. Il racontera plus tard aux médias que pendant son séjour, il est témoin de l'intervention de deux policiers qu'il trouve brusque avec un suspect. Il appelle le 911 pour demander l'intervention d'un superviseur. Au lieu de cela, il se retrouve arrêté et passe trois jours au centre de détention du comté de Clark .
Son arrestation lui inspire un documentaire sur la brutalité policière. C'est ainsi que What Happened in Vegas marquera ses débuts en tant que réalisateur. Son documentaire sera projeté en 2017 au Festival du film Cinequest.
Michael Rechtshaffen, critique du Los Angeles Times, écrit que What Happened in Vegas « dénonce un schéma inquiétant de force excessive et de corruption dans ses rangs ». The Village Voice a estimé que les problèmes découverts par Denison au sein du service de police "servent d'avertissement à tous les Américains". Daphne Howland du LA Weekly a noté que « What Happened in Vegas est plus qu'une vengeance. Il dévoile le schéma de malversations policières, y compris des dissimulations et des mensonges, à travers des histoires troublantes de morts injustifiées."
Le film a également été projeté à la conférence FreedomFest à l'hôtel-casino Paris Las Vegas en juillet 2017 où il a remporté le Grand Prix du Jury et il s'est classé no 1 sur la liste des documentaires d'iTunes en juin 2018.
Ramsey Denison et un autre cinéaste, Charlie Minn, ont chacun accusé l'Eclipse Theatre de Las Vegas de ne pas avoir projeté leurs films parce que leurs films critiquaient le département de la police métropolitaine de Las Vegas .
Ce qui s'est passé à Vegas a incité Ramsey Denison à enquêter sur la fusillade de masse de 2017 au Mandalay Bay Resort à Las Vegas, où 59 personnes ont été tuées, pour un deuxième documentaire qui s'intitule Money Machine, et est projeté au American Documentary and Animation Film Festival en mars 2020 et au Cleveland International Film Festival.

## Récompenses
- En 2017, Denison a reçu le prix du meilleur documentaire au Festival du film noir de Las Vegas 2017 pour What Happened in Vegas[12] .
- What Happened in Vegas a reçu le Grand Prix du Jury au Freedom Fest en 2017[12].